# Fuente el Sol
Fuente el Sol település Spanyolországban, Valladolid tartományban.  Lakosainak száma 153 fő (2024).

## Népesség
A település népessége az utóbbi években az alábbiak szerint változott:
| Lakosok száma | 298  | 278  | 253  | 230  | 207  | 194  | 168  | 156  | 156  | 153  |
|               | 2001 | 2004 | 2007 | 2009 | 2012 | 2014 | 2017 | 2019 | 2022 | 2024 |